# Bánfalvi György
Bánfalvi György (Esztergom, 1922. november 11. – Dorog, 2006. augusztus 22.) labdarúgó, közéleti és 1956-os személyiség.

## Pályafutása

### Labdarúgóként
Saját nevelésű játékosként került a felnőtt csapatba. Legelső bajnoki találkozójára 1941. augusztus 31.-én került sor a AMOTE elleni 2–1-es hazai győztes mérkőzésen. Pályára lépett a Ferencváros II ellen az Üllői úti stadionban, ahol a dorogiak a Grosics – Vázsonyi – Csermák – Aubéli – Bánfalvi – Csöbönyei – Lampert – Vízi – Marton – Spannberger – Zabolai összeállításban szerepeltek, majd a Vác elleni 2–0-ás hazai győzelmet követően biztosította helyét a kezdő csapatban. 1944-ben frontszolgálatot teljesített. A II. világháború után visszatért a dorogi klubhoz. Részese volt az 1945-ös másodosztályú bajnoki címnek és a Tatabánya elleni sikeres osztályozónak. Tagja volt a legelső NB I-es dorogi csapatnak. Az első osztályban az MTK elleni idegenbeli mérkőzésen lépett pályára, 1945. december 7.-én. 1946 után a tartalék csapatban szerepelt visszavonulásáig.

### Civil foglalkozása
A Dorogi Szénbányák Bányagépgyár üzemének volt a dolgozója, 1956-ban pedig a gépgyár munkástanácsának elnöke. Aktív dolgozó éveit az 1974-ben történt nyugdíjazásáig a bánya szolgálatában töltötte.

### 1956-os tevékenysége
Az 1956-os dorogi tevékenységei miatt a forradalom leverését követően elítélték és a büntetésként a kistarcsai internáló táborba került, ahonnan viszont a következő évben szabadulnia sikerült. 1957-től visszatérhetett a dorogi bányához, de ezúttal az annavölgyi telepre helyezték, ahol 1974-ig dolgozott. 1956-os tevékenységéért 1992-ben rehabilitálták, továbbá emléklappal ismerte el magyar Kormány elnöke, a Köztársasági elnök és a Parlament elnöke példamutató helytállását 1956-ban.

## Sikerei, díjai
A Dorogi AC csapatával
- Bajnoki cím – NB II., 1945
- NB I-es osztályozó győzelem, 1945
- NB I-be jutás, 1945